# Karma Gelek Yuthok

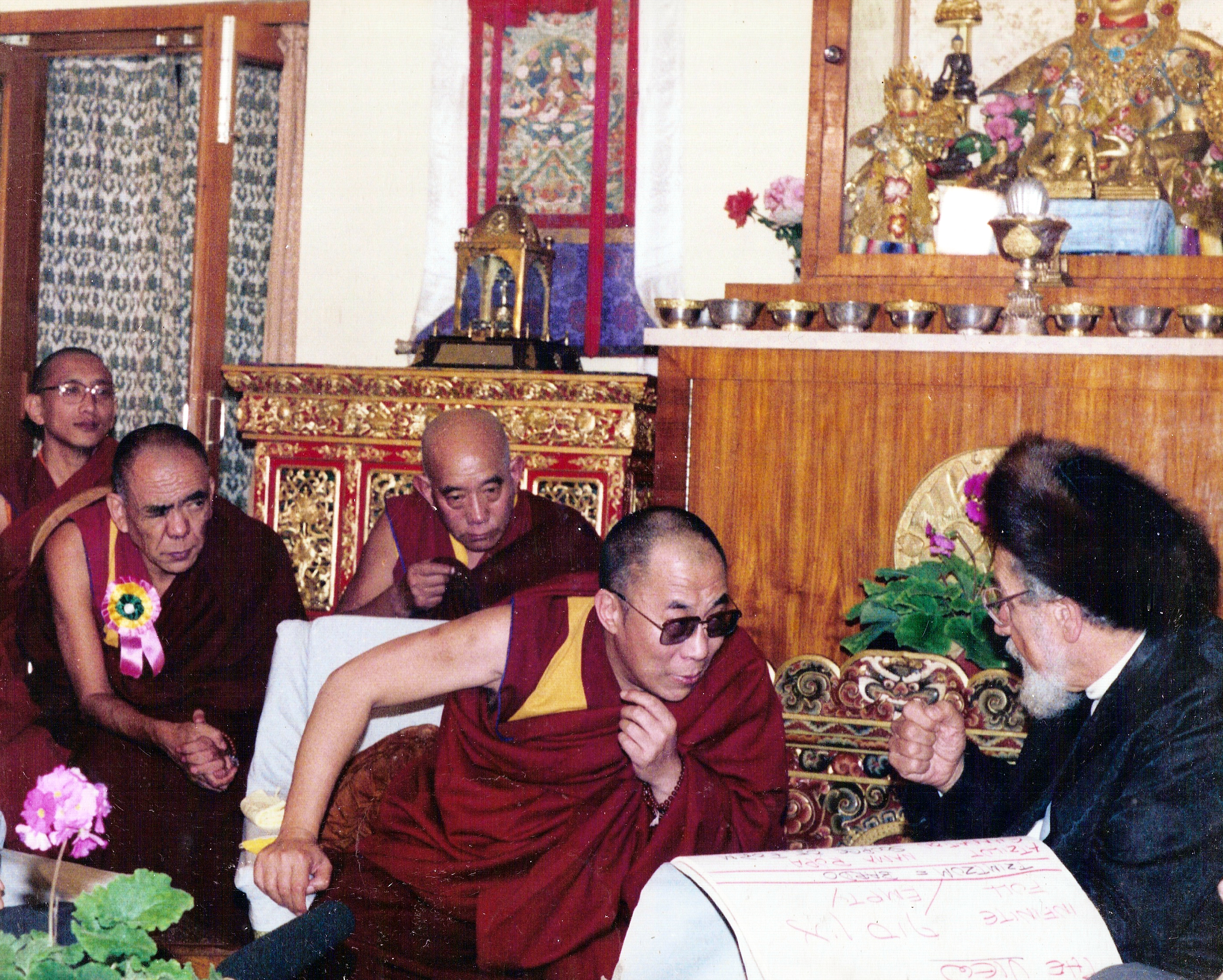
Le 14e dalaï-lama et le rabbin Zalman Schachter-Shalomi lors du dialogue judéo-bouddhiste à Dharamsala en Inde, le 25 octobre 1990. Karma Gelek Yuthok est en arrière-plan.

Karma Gelek Yuthok aussi écrit Yuthok Karma Gelek tibétain : གཡུ་ཐོག་ཀརྨ་དགེ་ལེག, Wylie : g.Yu-thog Karma dGe-leg (né en 1955 au Tibet-) est un moine, tibétologue et homme politique tibétain.

## Biographie
Karma Gelek Yuthok est né à Namru au nord du Tibet en 1955 et est arrivé en Inde en tant que réfugié en 1962. Il a été scolarisé à l'école centrale des Tibétains à Mussoorie jusqu'en 1973.
Par la suite, il s’inscrit à l’Institut de dialectique bouddhiste à Dharamsala et poursuit des études intensives traditionnelles du bouddhisme tibétain pendant 13 ans.
Durant cette période, il a également suivi avec succès une maîtrise en anglais de l'université du Panjab de Chandigarh.
Il a reçu son ordination de moine du 14e dalaï-lama en 1981.
Il a rejoint l'administration centrale tibétaine (ACT) en 1986. Depuis lors, il a exercé diverses fonctions, notamment secrétaire du Département des religions et de la culture. Il arrive au Japon en 1994, où il est représentant du 14e dalaï-lama du Bureau du Tibet de Tokyo, secrétaire du département de l'éducation, et enfin du secrétariat du Kashag de 2012 jusqu'à sa nomination en tant que ministre de la Religion et de la Culture du 15e Kashag dirigé par le président Lobsang Sangay (Sikyong) en juin 2016.
Karma Gelek Yuthok, et d'autres représentants de l'ACT devaient participer à l'Asian Buddhist Conference for Peace, une conférence bouddhiste asiatique qui s'est ouverte le 21 juin 2019 à Oulan-Bator en Mongolie, mais se sont vus refusé leurs visas quelques jours avant le début de l'événement, probablement en raison de pressions de la Chine,.

## Opinions
Karma Gelek Yuthok a critiqué le Japon où, lors de ses visites, le dalaï-lama n'a pas rencontré de hauts responsables politiques, contrairement à d'autres pays.

## Publications
- 1992 : The Tibetan Perception of the Environment. Paper presented at the Sixth Seminar of the International Association of Tibetan Studies, Fagernes, 21-28 août 1992.